# 戒壇院

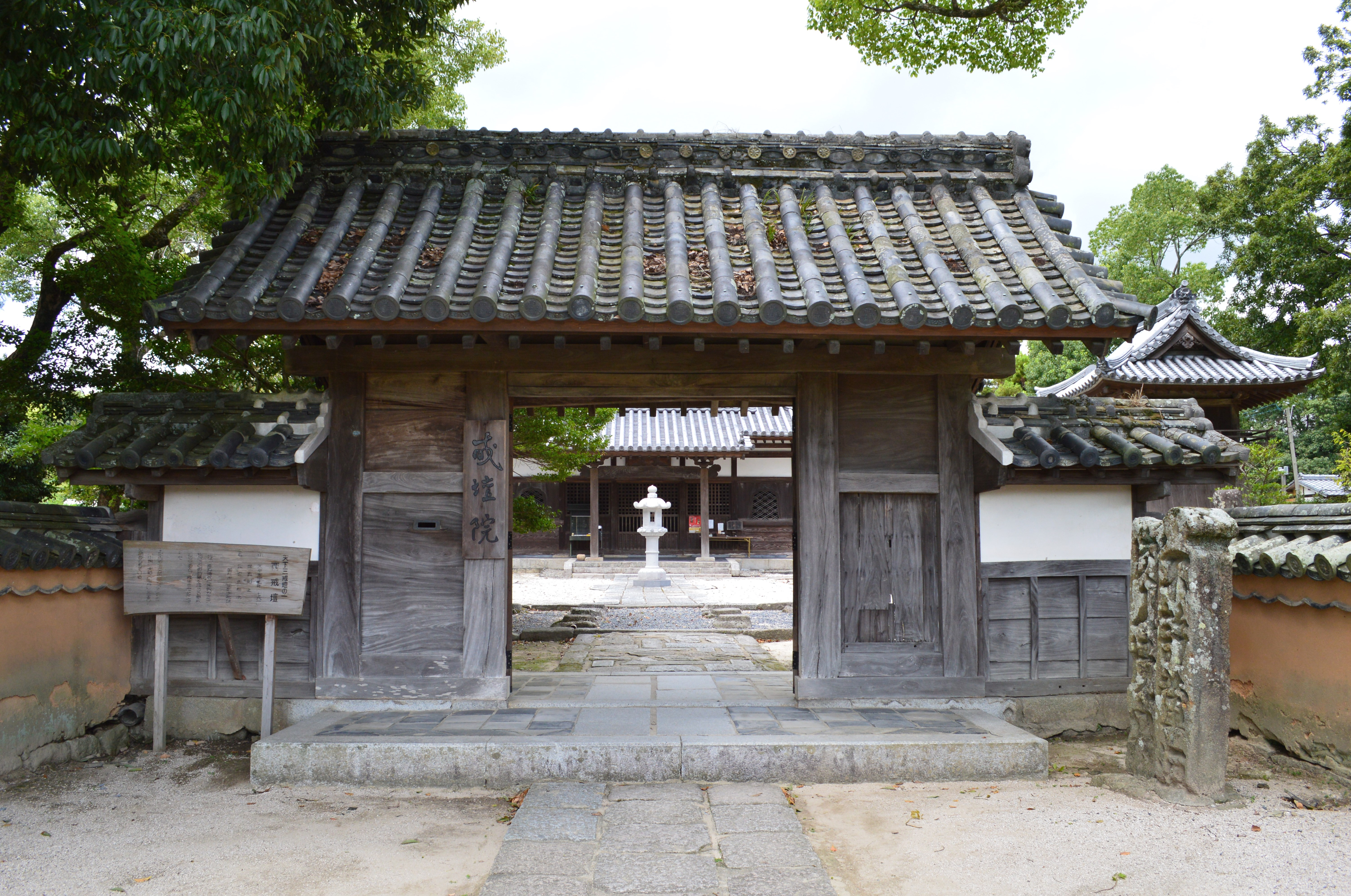
山門

戒壇院（かいだんいん）は、福岡県太宰府市にある臨済宗の寺院。奈良時代において、出家者が正式の僧尼となるために必要な戒律を授けるために設置された施設で、「筑紫戒壇院（ちくしかいだんいん）」とも称される。
古くは観世音寺の一部であった。西戒壇（さいかいだん）として、中央戒壇（奈良の東大寺）・東戒壇（栃木の下野薬師寺）とともに「天下三戒壇」の1つである。

## 歴史
奈良時代の半ばの天平勝宝5年（753年）12月20日に仏舎利を携え薩摩坊津で来日に成功した唐僧鑑真が、同じ年の12月26日に太宰府を訪れこの戒壇院の地で初の授戒を行った。開山は鑑真であり、戒壇院は現在も奈良時代以来同じ場所にあるとされている。宗派を超えて僧が集い学ぶという開山の精神から地元では八宗兼学寺とも呼ばれた。一方で日本書紀には天平宝字5年（761年）に聖武天皇の勅願により観世音寺の境内の西南部の一角に戒壇院が設置されたとあるが、鑑真は天平勝宝6年（754年）1月には平城京に至り、東大寺に住すこととなった。
以降西海道唯一の戒壇として興隆を続けるも、中世に至って衰退を重ね、寛文9（1669年）崇福寺の智玄和尚によって本尊の修理が施され、黒田光之の家臣、鎌田昌勝の諸堂宇再興を経て、元禄16年（1703年）に観世音寺から独立。現在は福岡県福岡市博多区にある臨済宗妙心寺派の聖福寺の末寺として存続している。現在の本堂は延宝8年（1680年）、光之の命により豪商、天王寺の了夢再建のものとされている。

## 境内

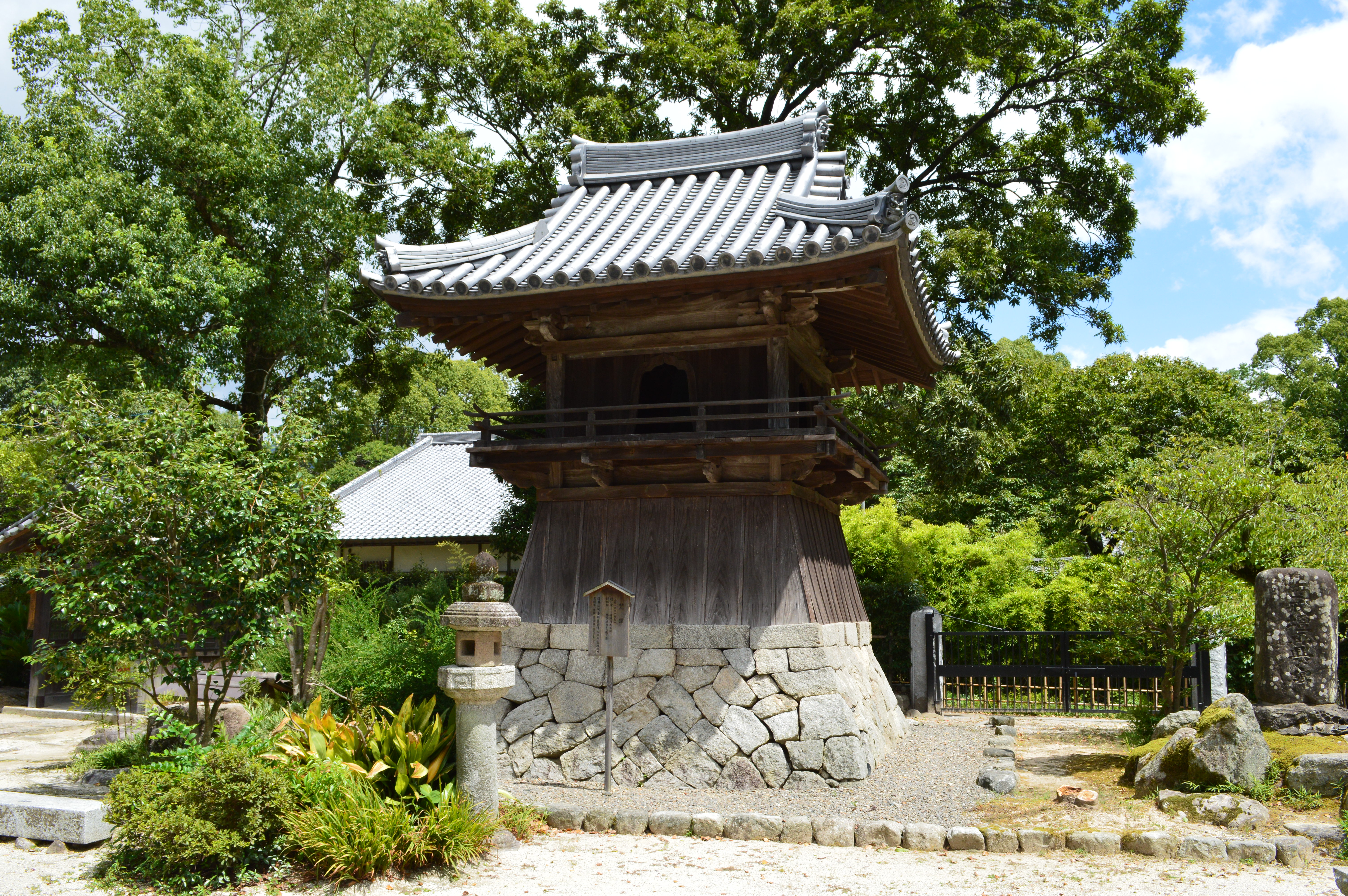
鐘楼（福岡県指定文化財）

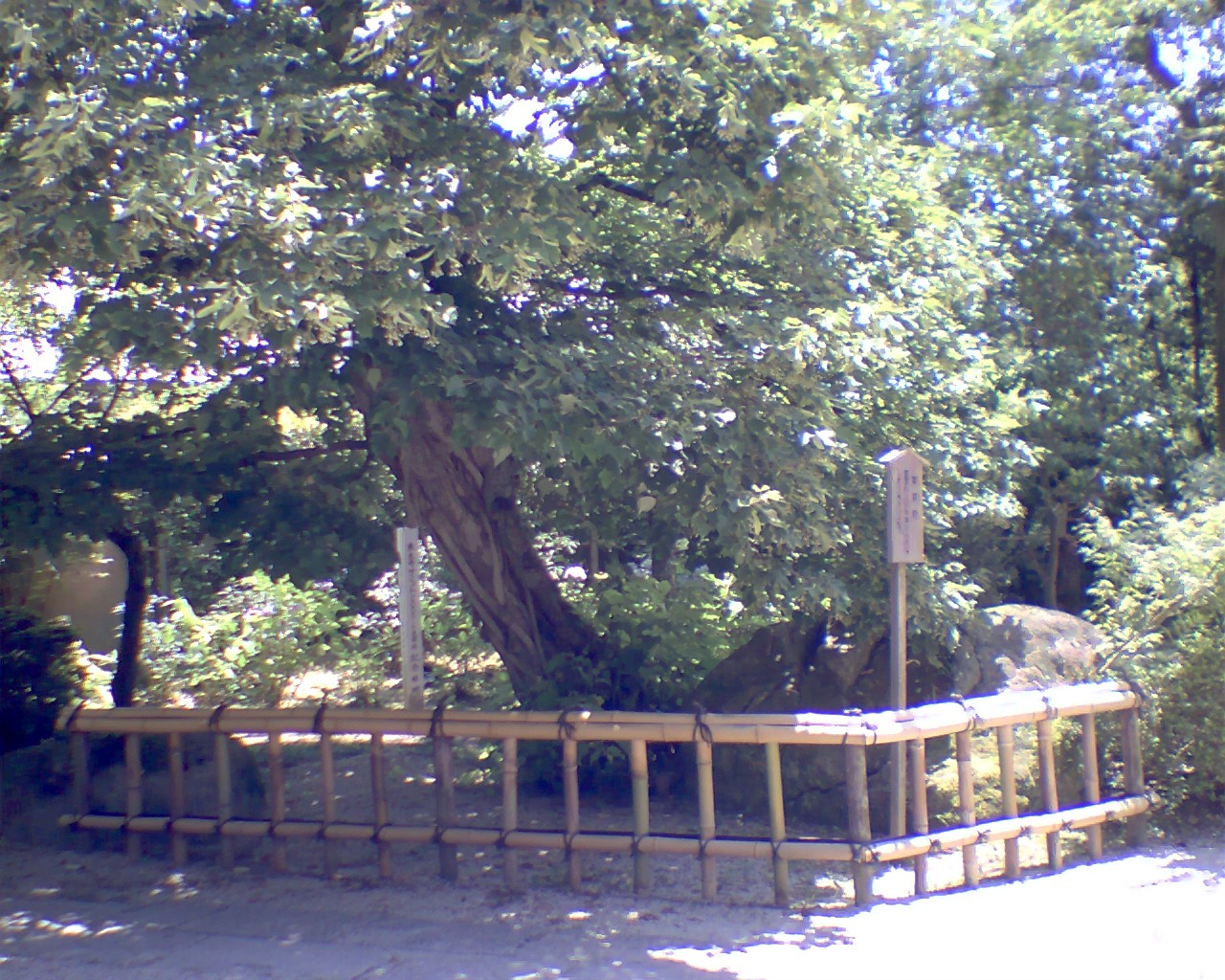
菩提樹（太宰府市指定天然記念物）

### 本堂
本尊盧舎那仏坐像は平安時代末期の作で、国の重要文化財に指定されている。両脇侍像は江戸期の作。
本堂内の戒壇には天竺（インド）、唐（中国）、大和（奈良）三国の土が納められているとされる。

### 鐘楼
梵鐘は博多の鋳物師礒野七平の手による元禄14年（1701年）の作品である。江戸時代に博多の萬町で酒醸造業で財をなした楠屋白木玄流の臨終の遺言により寄進された。梵鐘の塔の前に白木玄流氏寄贈と記載されている木札が立てられている。玄流は黒田騒動の栗山利章（栗山大膳）の甥である白木孫右衛門の子である。大膳が主君を幕府に訴えた罪で津軽に配流されたために、孫右衛門も糟屋郡で牢人となり病死した。一歳で孤児となった玄流は宗像で慈愛に満ちた百姓の夫婦に引き取られ成長した。志を立て福岡に戻り、薬院の楠屋の援助を得て、酒醸造業にて成功した。育ててくれた養父、養母に感謝して、臨終の際に念願であった戒壇院の梵鐘を寄進を遺言した。

### その他
- 門前には「不許葷酒肉入境」と刻された石碑が立つ。
- 境内の西方には、石造五重塔（近世に当寺の再興に貢献した商人の供養塔）とともに鑑真の供養塔として建てられた五輪塔がある。
- 他に開山鑑真ゆかりのものとしては、境内の北東部に鬱蒼と茂る菩提樹（鑑真が唐から請来したものと伝えられる）、木造鑑真和上坐像などがある。

## 文化財

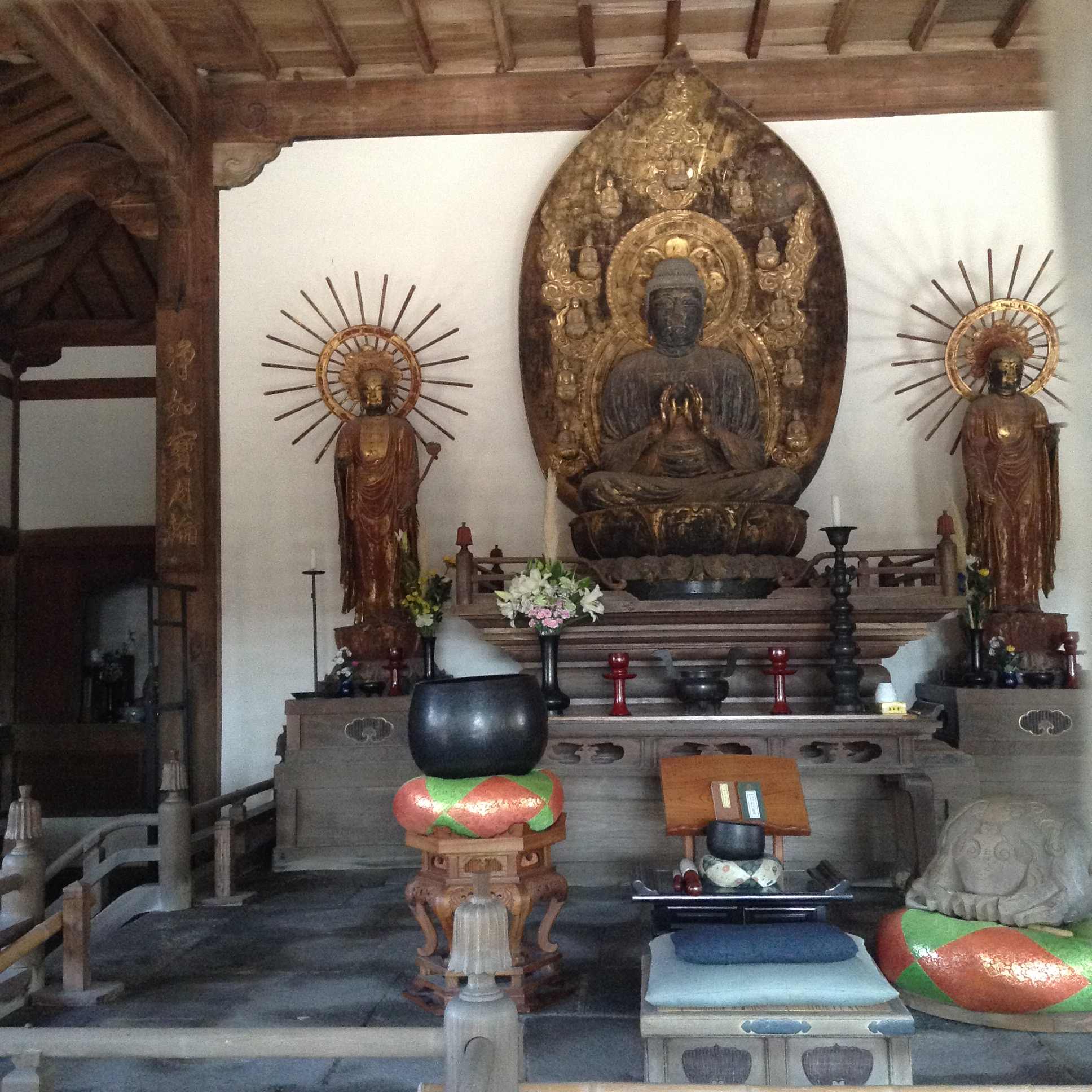
木造盧舎那仏坐像（中央）国の重要文化財 2015年11月撮影

### 重要文化財（国指定）
- 木造盧舎那仏坐像 - 明治37年8月29日指定[1]。

### 福岡県指定有形文化財
- 本堂（建造物） - 平成8年5月31日指定[2]。
- 鐘楼（建造物） - 平成12年11月1日指定[2]。
- 梵鐘（半鐘）（工芸品） - 平成9年7月25日指定[3]。
- 梵鐘（工芸品） - 平成9年7月25日指定[3]。

### 太宰府市指定文化財
- 有形文化財
  - 木造文殊菩薩・弥勒菩薩立像（光背、蓮華座および方形台共）（彫刻） - 平成5年7月27日指定[1]。
  - 木造鑑真和上坐像（後屏、牀座共）（彫刻） - 平成5年7月27日指定[1]。
- 天然記念物
  - 戒壇院の菩提樹 - 平成25年9月25日指定[4]。

## 現地情報
所在地
- 福岡県太宰府市観世音寺5-6-1
境内は観世音寺の西南隅に位置しており、配置は奈良時代から動いていないとされる。

交通アクセス
- 鉄道
  - 西日本鉄道（西鉄）太宰府線 西鉄五条駅 から徒歩約10分（800m）
  - 西日本鉄道（西鉄）太宰府線 太宰府駅から徒歩約16分 （1300m）
  - 西日本鉄道（西鉄）天神大牟田線 都府楼前駅 から徒歩約15分（1500m）
- バス
  - 都府楼前駅、太宰府駅、西鉄五条駅からまほろば号北谷回りに乗車し「観世音寺前」バス停下車徒歩すぐ
  - 博多駅から西鉄バス（400系統）で「筑陽学園前」バス停下車、徒歩8分（700m）
- 自家用車
  - 九州自動車道太宰府インターチェンジから3.8㎞

周辺
- 観世音寺
- 大宰府
  - 政庁跡
  - 学校院跡